# Gallaecusok
A gallaecusok ókori hispán néptörzs, területük délnyugatra az asturoktól és a északkeletre a Duriustól, Hispania északnyugati szögletében helyezkedett el. Fővárosuk Bracara (ma Braga) volt. A nép Sztrabón szerint Hispánia legműveletlenebbje volt. 